# Homo-emancipatie in Nederland

Roze driehoek

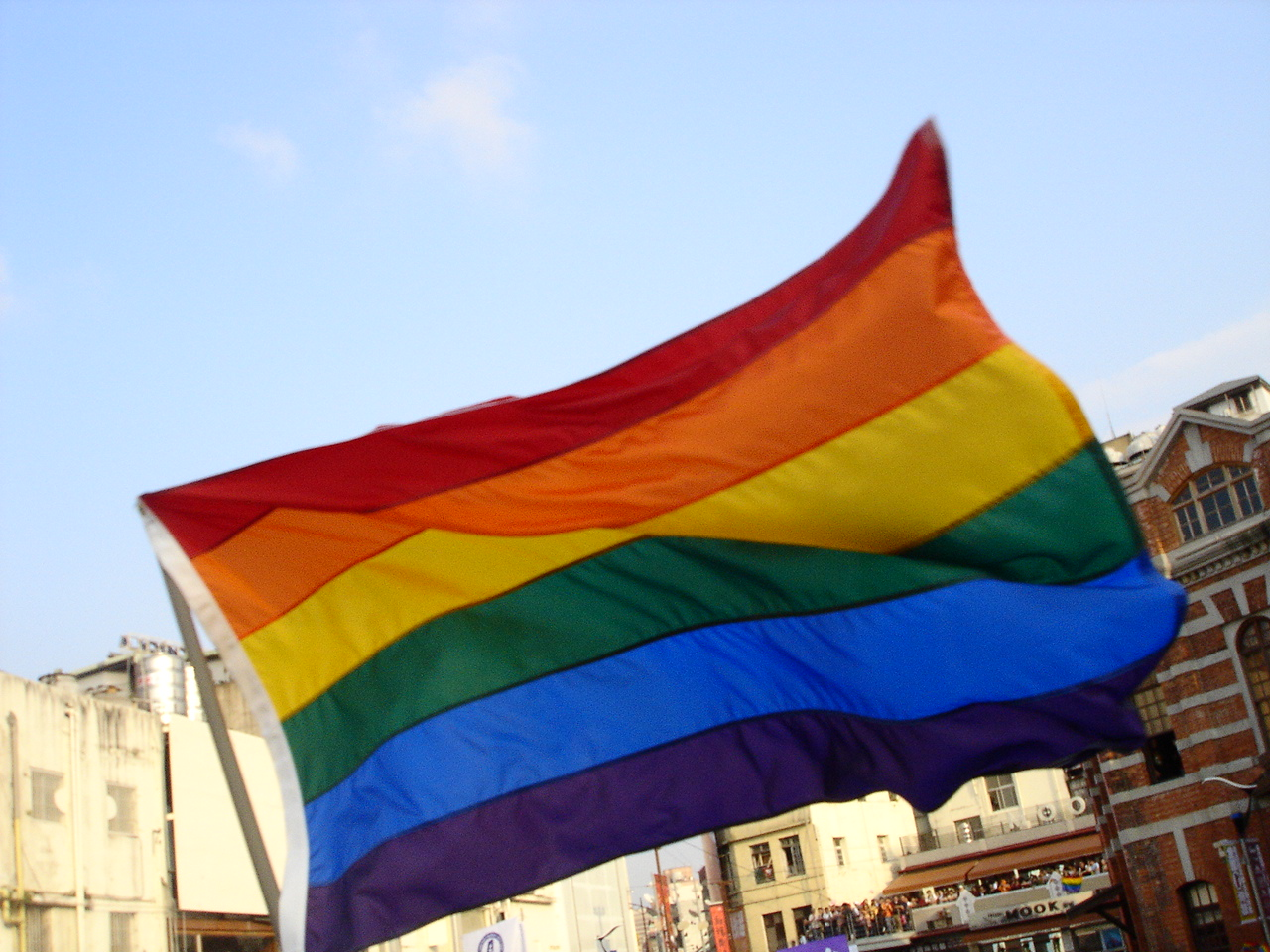
Regenboogvlag

Homo-emancipatie in Nederland is het proces waarin Nederlandse homoseksuelen en lesbische vrouwen en later ook biseksuelen en transgenders strijden tegen wettelijke achterstelling en discriminatie en voor gelijke rechten en de mogelijkheid om zich als gelijkwaardige burgers te kunnen ontplooien.
In Nederland begon de homo-emancipatie eind 19e eeuw en er werd uiteindelijk onder meer bereikt dat er sinds 1971 voor homoseksuele contacten geen hogere minimumleeftijd meer geldt dan voor heteroseksuele, en dat sinds 2001 het burgerlijk huwelijk is opengesteld voor paren van gelijk geslacht. Tevens is een kleine, maar veelkleurige homocultuur ontstaan. Symbolen van de homo-emancipatie zijn de roze driehoek en de regenboogvlag.

## Inleiding
Onder de aanduiding sodomie waren homoseksuele handelingen sinds de 13e eeuw in Europa een strafbaar feit, waar de doodstraf op stond. Als gevolg van de Verlichting in de 18e eeuw werd deze strafbaarheid door de Franse Revolutie in 1791 afgeschaft. Dit werd bevestigd in het nieuwe Franse wetboek van strafrecht, de Code Pénal van 1810, die in 1811 ook in de Noordelijke Nederlanden werd ingevoerd.
Deze Franse wetgeving werd overgenomen in landen als Nederland, België, Luxemburg, Beieren, Italië, Spanje en Portugal. Hiermee bevond het protestantse Nederland zich in gezelschap van louter katholieke landen waar homoseksuele handelingen tussen volwassen mannen voortaan toegestaan waren. In de andere protestantse landen, met name Pruisen en Engeland, bleef de strafbaarheid namelijk bestaan, al werd wel de doodstraf vervangen door een gevangenisstraf. Hierdoor ontstond in Noordwest-Europese landen een impuls om eveneens voor de afschaffing van strafbaarheid te strijden.
De emancipatie van homoseksuelen in Nederland kan worden onderverdeeld in enkele fases:
- De eerste fase was de strijd tegen wettelijke discriminatie en strafbaarstelling van homoseksualiteit. Deze fase begon eind 19e eeuw en eindigde in Nederland in 1971 met de afschaffing van art. 248bis.
- De tweede fase was de strijd om het verkrijgen van gelijke rechten, waarbij homo's en lesbische vrouwen een eigen plaats voor zichzelf opeisten. Deze fase begon eind jaren zestig en eindigde in Nederland in 2001 met de openstelling van burgerlijk huwelijk voor paren van gelijk geslacht, het homohuwelijk.
- De derde fase gaat om het realiseren van sociale acceptatie van homoseksuele mannen en vrouwen. Deze fase begon kort na het jaar 2000.

## Eerste fase: Legalisering
De eerste fase begon eind 19e eeuw en bestond uit de strijd tegen de wettelijke discriminatie en strafbaarstelling van homoseksualiteit. Deze eerste fase van de emancipatie profiteerde onder meer van nieuwe wetenschappelijke inzichten, waardoor homoseksualiteit niet meer als een religieuze zonde, maar als een lichamelijke ziekte of als een psychische afwijking gezien ging worden. Dit betekende dat homoseksuelen weinig aan hun gerichtheid konden doen en dat een maatschappelijke veroordeling en strafbaarstelling ervan dus onterecht was.

### NWHK en COC

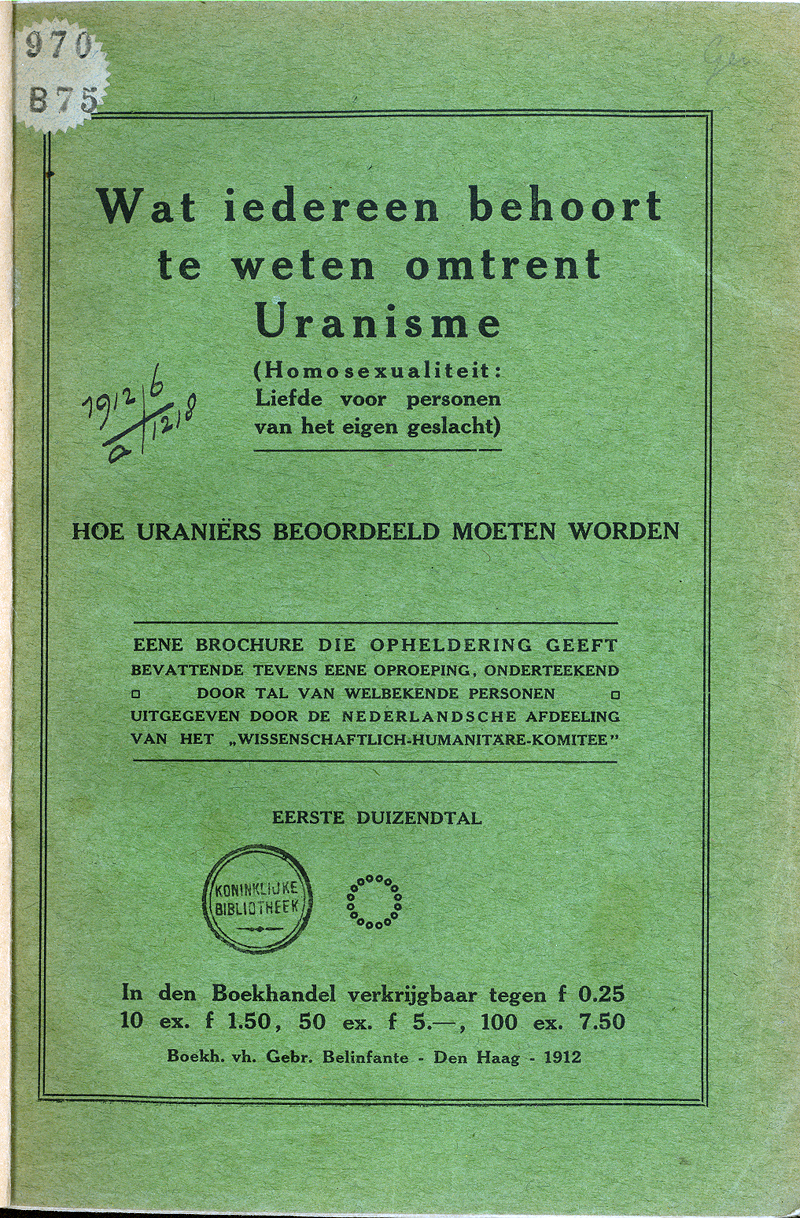
De eerste door het NWHK uitgegeven brochure, 1912

Een van de eerste voorvechters hierbij was de Duitse seksuoloog Magnus Hirschfeld (1868-1935), die in 1897 in Berlijn de wereldwijd eerste homo-emancipatie-organisatie oprichtte, het Wissenschaftlich-humanitäre Komitee (WhK). Daar was ook de Nederlander jhr. Jacob Schorer (1866-1957) bij betrokken, die vervolgens ook in zijn eigen land een begin zou maken met de homo-emancipatie. De sinds 1811 in Nederland bestaande straffeloosheid van homoseksualiteit werd weer ingeperkt toen in 1911 homoseksuele contacten tussen volwassenen en minderjarigen onder de 21 jaar strafbaar gesteld werden met het nieuwe art. 248bis van het Wetboek van Strafrecht. Als reactie daarop richtte Schorer in 1912 het Nederlandsch Wetenschappelijk Humanitair Komitee (NWHK) op, een organisatie die tegen de discriminerende antihomoseksuele wetten protesteerde en die zich inzette om de mensen over homoseksualiteit te informeren.
Het NWHK werd tijdens de Duitse inval in Nederland op 10 mei 1940 opgeheven, maar haar werk werd na de oorlog voortgezet door een nieuwe, in 1946 opgerichte homo-emancipatievereniging. Deze begon onder de schuilnaam "Shakespeare Club", later omgedoopt tot "Cultuur en Ontspannings Centrum", afgekort C.O.C., en ging aanvankelijk heel behoedzaam te werk. Het bood een schuilplaats waar homoseksuele mannen en, in mindere mate, vrouwen terechtkonden voor ontmoeting en ontspanning. Om de overheid niet tegen zich te krijgen, presenteerde het bestuur de vereniging en haar leden als heel beschaafd, louter strevend naar platonische vriendschappen.
Vanuit die insteek introduceerde het C.O.C. (specifiek Nico Engelschman en Jaap van Leeuwen) in 1949 ook de term homofiel, als een fatsoenlijk alternatief voor het destijds beladen woord homoseksualiteit. Tegelijkertijd bleek uit het in 1948 verschenen rapport van de Amerikaanse seksuoloog Alfred Kinsey (1894-1956) dat 10% van de mensen homoseksueel zouden zijn, veel meer dan tot dan toe gedacht werd, wat voor het C.O.C. een extra stimulans voor haar emancipatiestreven was. Zowel de term homofiel als het (te hoge) getal van 10% bleven in brede kringen langdurig in gebruik.

### Openheid naar de buitenwereld
In de jaren zestig trad het C.O.C. geleidelijk meer naar buiten, ook nadat de nieuwe voorzitter Benno Premsela (hij volgde in 1962 Engelschman op, die tot erevoorzitter werd benoemd) op 30 december 1964 als een van de eerste homoseksuele mannen op de Nederlandse televisie verscheen zonder onherkenbaar te zijn gemaakt.
Op 11 december 1963 was Gerard Reve de eerste bekende Nederlander die in een Nederlands televisieprogramma (namelijk in de serie "Literaire Ontmoetingen" met H.A. Gomperts, dat door de AVRO werd uitgezonden) openlijk over zijn homoseksualiteit sprak, enkele dagen voor de veertigste verjaardag van Reve. De brievenbundel Op weg naar het einde, die in 1963 gepubliceerd werd, bevatte een aantal passages waarin Reve zijn homoseksualiteit voor het eerst publiekelijk uitte en waarin hij ook zijn persoonlijke houding jegens de toenmalige (vaak vijandelijke en/of afkeurende) algemene maatschappelijke omgang met homoseksualiteit beschreef:                  
"...dat ik mij, als homoseksueel, zeker nooit door iemand zal laten verbieden homoseksualiteit tot onderwerp van mijn werk te kiezen." en:                            "Al lang heb ik de overtuiging gekoesterd, dat de tijd van het bedelen om begrip voorbij, en de tijd van het gebruik van vuisten, tanden en voeten aangebroken is." en:                                 "De ergste menselijke zonde is de bereidheid zich in een hoek te laten trappen. Ik wil niet in een hoek of verborgen kelder leven."
De sterk toegenomen bekendheid van Reve en diens regelmatige publieke uitingen in de jaren '60 over zijn homoseksualiteit zorgde er onder andere voor dat de schrijver daarna vrijwel dagelijks brieven ontving van Nederlandse en Vlaamse (jonge) mannen en tieners, waarin ze hem om raad, steun en advies vroegen aangaande hun eigen homoseksuele gevoelens en hoe zij hiermee het beste om konden gaan binnen hun (vaak conservatieve) sociale omgeving of binnen hun familie- en vriendenkring, en Reve heeft vele van deze aan hem gerichte brieven van Nederlandse en Vlaamse homoseksuelen beantwoord met persoonlijke (en vaak vaderlijke) adviezen.    
In 1969 kwam ook televisiepersoonlijkheid Albert Mol er tijdens het programma Een groot uur U tegenover presentator Koos Postema openlijk voor uit homoseksueel te zijn.

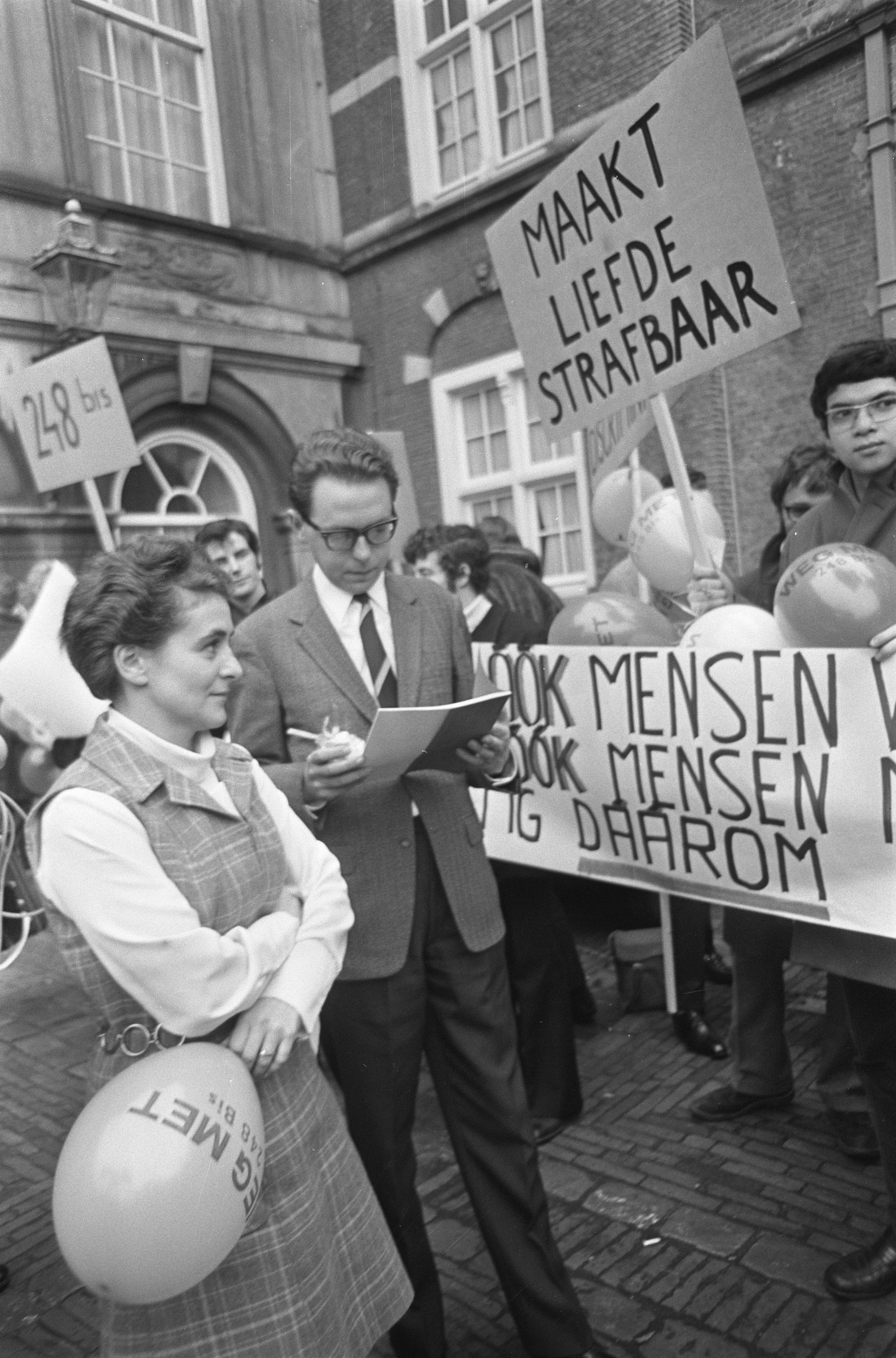
Demonstratie van homostudenten tegen art. 248bis op 21 januari 1969 op het Binnenhof in Den Haag.

Het C.O.C. ging de dialoog aan met de buitenwereld, maar dit bleef vooral gericht op constructieve emancipatie. Men hanteerde daarvoor het zogeheten 'sleutelfigurenmodel', wat inhield dat het C.O.C. in eerste instantie invloedrijke kopstukken uit de verschillende maatschappelijke zuilen probeerde te overtuigen van de redelijkheid van haar streven tot integratie van homoseksuelen in de samenleving.

### Studentenwerkgroepen
Eind jaren zestig werden in bijna alle universiteitssteden studentenwerkgroepen homoseksualiteit opgericht, die zich in 1968 verenigden in de Federatie Studenten Werkgroepen Homoseksualiteit (FSWH). Vanuit deze studentengroepen werd onder het motto "integratie door confrontatie" gestreefd voor maatschappelijke veranderingen om zo homoseksualiteit aanvaard te krijgen. Deze aanpak werd al snel door het COC overgenomen, waardoor deze organisatie een meer linkse koers kreeg en de rol van de studentenverenigingen grotendeels overnam. Deze laatste werden dan ook spoedig weer opgeheven of gingen op in het COC.
In samenwerking met de stichting Ruimte organiseerde de FSWH op 21 januari 1969 op het Binnenhof in Den Haag een demonstratie tegen artikel 248-bis waar ca. 100 jonge homoseksuele mannen en vrouwen aan deelnamen. Het was de eerste openbare homodemonstratie in Nederland en waarschijnlijk ook in heel Europa.
Het einde van de eerste fase van de strijd werd bereikt in 1971, toen artikel 248bis werd afgeschaft. Sindsdien geldt voor homoseksuele handelingen geen hogere minimumleeftijd meer dan voor heteroseksuele. Het C.O.C. wijzigde in datzelfde jaar haar naam in het openlijke "Nederlandse Vereniging tot Integratie van Homoseksualiteit COC" en kreeg in 1973 rechtspersoonlijkheid en erkenning door de overheid. Vanaf dat jaar werden ook homo's en lesbische vrouwen toegelaten tot het leger. Tot dan toe werden zij middels de classificatie S5 (psychisch instabiel) steevast ongeschikt verklaard voor de militaire dienst.

## Tweede fase: Gelijke rechten
De tweede fase van de homo-emancipatie begon eind jaren zestig van de 20e eeuw en ging om het verkrijgen van gelijke rechten en van een eigen plaats voor homo's en lesbische vrouwen in de samenleving. Deze strijd liep grotendeels parallel aan die van de Tweede feministische golf. Het COC had zich tot dan toe vooral gericht op de aanpassing van homoseksuelen aan een heteroseksuele omgeving, maar er gingen steeds meer stemmen op die voor homoseksuelen een eigen plaats opeisten in de samenleving, naast de heteroseksuelen en met behoud van de eigen identiteit. Door de seksuele revolutie ontstond bovendien een levendige sekscultuur onder homo's.

### Integratiefeesten en uitgaansleven
Vanuit de eerdergenoemde studenten- en jongerenwerkgroepen ontstonden ook de zogeheten integratiefeesten. Dat waren de eerste door homoseksuelen georganiseerde feesten die, anders dan de destijds nog verborgen en voor buitenstaanders gesloten homocafés, openlijk aangekondigd werden en voor iedereen toegankelijk waren. Een voorbeeld hiervan zijn de nog altijd bestaande feesten van de stichting PANN. Gedurende de jaren zeventig vervulden deze feesten een belangrijke rol als plaats waar geëmancipeerde homo's en ruimdenkende hetero's elkaar konden ontmoeten.
Vanaf begin jaren tachtig werd dit ook mogelijk in de eerste openlijke en trendy homo-uitgaansgelegenheden als lunchroom Downtown en café April en wat later Danscafé Havana in de Amsterdamse Reguliersdwarsstraat. Dit vond zijn hoogtepunt in de discotheken RoXY en iT, met extravagante feesten waar in de jaren negentig homo's en hetero's uit binnen- en buitenland op af kwamen. Naast hetero's voegden zich tezelfdertijd ook homo's van Surinaamse en Antilliaanse en wat later ook van Turkse en Marokkaanse afkomst bij de gevestigde gayscene in de Reguliersdwarsstraat. Een andere uiting van de stille emancipatie van allochtone homo's was de opening van het eerste Arabische homocafé Habibi Ana in de Lange Leidsedwarsstraat, dat in 2001 ook meevoer in de Canal Parade van de Amsterdam Gay Pride.

### Gay Pride en Flikkers
Ondertussen hadden in de Verenigde Staten in 1969 de Stonewall-rellen plaatsgevonden, die tot een meer georganiseerde strijd voor de rechten voor homo's en lesbische vrouwen leidde, bijvoorbeeld door de eerste Gay Pride Parade, die op 28 juni 1970 in New York werd gehouden en in verschillende landen navolging kreeg. In Nederland kreeg dit aanvankelijk nog geen navolging omdat het COC destijds vond dat homo's en lesbiennes gewone mensen waren, die hun seksuele gevoelens niet middels een demonstratie hoefden te uiten.
In de loop van de jaren zeventig werd ook deze koers niet radicaal genoeg gevonden en ontstonden organisaties die de nadruk legden op het ontwikkelen van een eigen "potten- en flikkeridentiteit". Dit waren onder meer de radicaal-lesbische en flikkergroepen, zoals de Lesbische Beweging, de Rooie Flikkers in Nijmegen en Amsterdam, de Roze Driehoek in Eindhoven en het Flikkerfront in Amsterdam. In totaal waren er begin jaren tachtig circa 30 van zulke homo- en lesbische groepen actief.

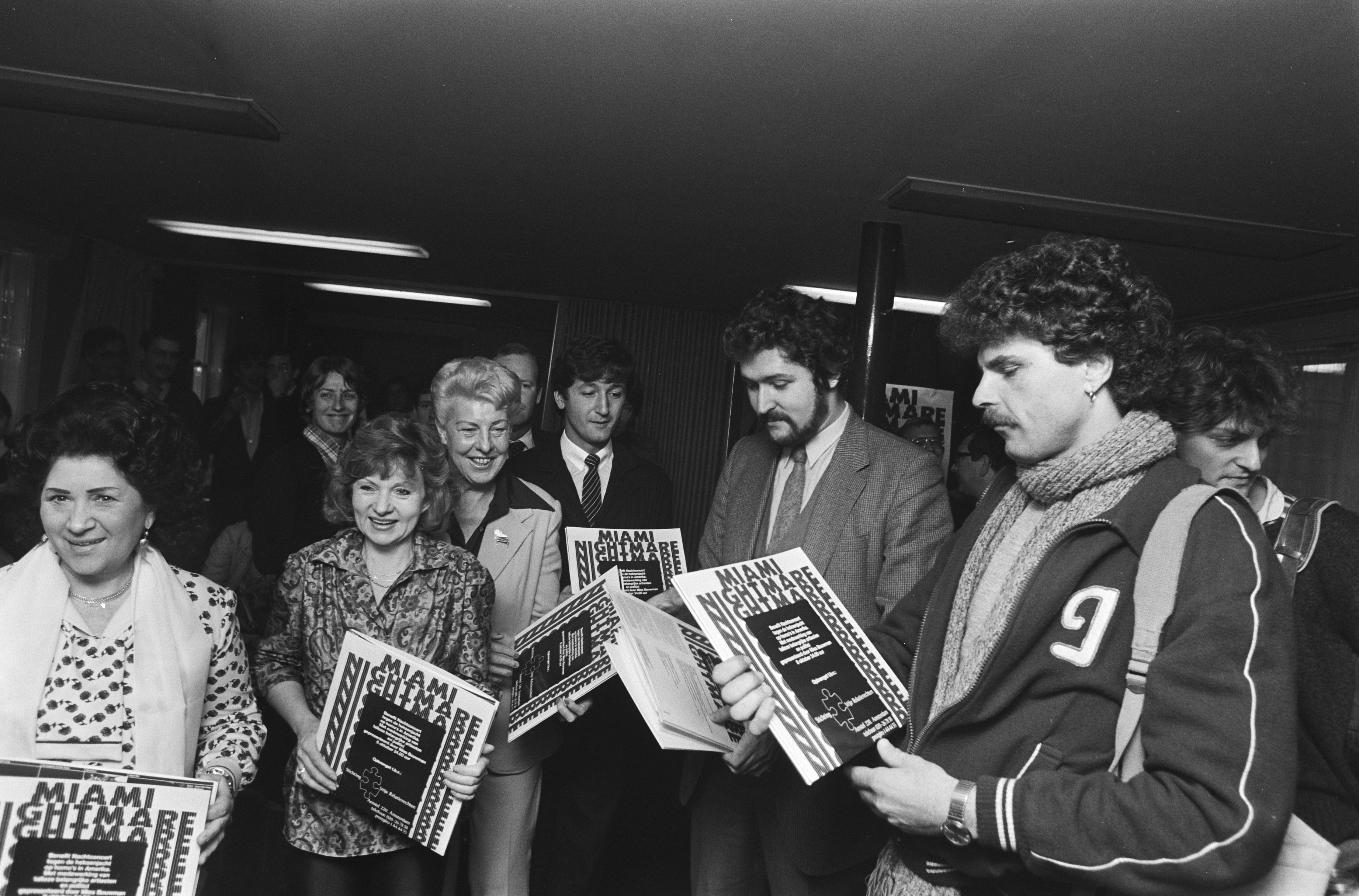
Presentatie van de lp Miami Nightmare met v.l.n.r. Zangeres Zonder Naam, Sylvia de Leur, Pia Beck, Manfred Langer, Henk Krol en Robert Long (1980).

Deze groepen kozen er onder andere voor om zichzelf met de vroegere scheldwoorden potten en flikkers aan te duiden, in plaats van de in de jaren veertig door het COC ingevoerde beschaafde term homofiel. Er kwamen ook allerlei activiteiten om bestaande patronen en vooroordelen te doorbreken. Zo vond in 1977 in Nederland voor het eerst een demonstratieve Gay Pride Parade plaats, die sinds 1979 Roze Zaterdag heet. Deze eerste "Internationale homobevrijdings en -solidariteitsdag" van 1977 was speciaal gericht tegen de antihomoactiviste Anita Bryant uit Miami. In datzelfde kader werd op 8 oktober van dat jaar in het Amsterdamse Concertgebouw ook een grote benefietavond onder de titel "Miami Nightmare" georganiseerd, waarbij voor het eerst tal van bekende artiesten zich solidair toonden met de homo-emancipatie.
In 1980 ging de allereerste Nederlands homofilm Lieve jongens in première. Voor het eerst in de Nederlandse filmgeschiedenis vormde liefde tussen mannen het onderwerp van een bioscoopproductie.

### Etnische en religieuze organisaties
Vanaf eind jaren zeventig begonnen ook homo's uit etnische en religieuze minderheden zich te organiseren. Naast Sjalhomo (1979-2002) voor Joodse homo’s en lesbiennes en SuHo (1980-1985) voor Surinaamse homo's werd voor Marokkaanse en Turkse homojongeren de groep Strange Fruit (1989-2002) opgericht. Van 1998 tot 2010 fungeerde de Stichting Yoesuf als kenniscentrum voor islam en seksuele diversiteit, in 2012 alszodanig opgevolgd door de stichting Maruf. Eveneens voor biculturele lhbt'ers, waaronder met name moslims en asielzoekers, werd in 2008 de stichting Secret Garden opgericht.
Na de opheffing van Sjalhomo konden Joodse lhbt'ers terecht bij de liberaal-joodse gemeente Beit Ha'Chidush, die in 2010 meevoer in de Amsterdamse Canal Parade. Voor ontmoeting en bemoediging hadden protestants-christelijke homo's en lesbiennes ContrariO (opgericht in 1990) en het CHJC, die in 2018 fuseerden tot ChristenQueer. Een vergelijkbare groep uit de reformatorische kerken was de stichting RefoAnders (2006-2014). Sinds 2016 is er voor orthodoxe protestanten de stichting Hart van Homo’s. Voor katholieke homoseksuelen richtte "roze jonker" Floris Michiels van Kessenich in 1987 de stichting Dignity Nederland op, die tot begin 2013 een maandelijkse viering organiseerde.

### Vlaanderen
In Vlaanderen deed zich een ontwikkeling voor die grotendeels parallel liep aan die in Nederland. Zo ontstonden daar in 1969 eveneens enkele homogroepen onder studenten, bijvoorbeeld de Leuvense Studentenwerkgroep Homofilie en de Gentse Studentenwerkgroep Homofilie. Midden jaren zeventig werd de Aktiegroep Homofiele Jongeren (AHJ) opgericht, waar jongeren al vanaf 16 jaar welkom waren. In de jaren tachtig kwamen er organisaties voor en door homojongeren, waarbij vooral in de grote steden zoals Antwerpen, Leuven en Gent, jongeren zelf een homojongerengroep begonnen. De oudste nog bestaande holebi-jongerengroep is Verkeerd Geparkeerd in Gent, die is opgericht in oktober 1987. Uit een samenwerking tussen leden van verschillende 'coming-out'-groepen kwam de allereerste holebi-jongerentrefdag voort, die op 11 juli 1994 in Blankenberge werd gehouden. Deze samenwerking leidde niet veel later tot de jongerenorganisatie Wel Jong Niet Hetero.

### Aids

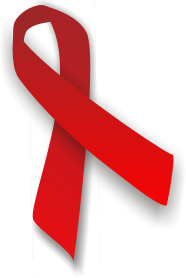
Symbool van de bestrijding van hiv en aids

In de jaren tachtig betekende aids een terugslag voor de homo-emancipatie. Onderling leidde het tot een grotere solidariteit, maar voor de buitenwereld bevestigde deze nog onbekende en dodelijke ziekte de vooroordelen tegen homoseksuelen. Een mijlpaal in deze jaren was de onthulling van het allereerste Homomonument ter wereld op de Westermarkt in Amsterdam in 1987. Op wereldaidsdag (1 december) 2016 werd op De Ruijterkade in Amsterdam het eerste aidsmonument in Europa onthuld, bestaande uit een reusachtig telraam naar ontwerp van de Franse kunstenaar Jean-Michel Othoniel.
Ter bespreking van wetenschappelijk onderzoek op het gebied van aidsbestrijding vond in juli 1992 de achtste internationale aidsconferentie in de RAI plaats. Hieraan werd deelgenomen door zo'n 10.000 wetenschappers, farmaceuten, journalisten en actievoerders uit bijna 130 landen. In juli 2018 werd onder de naam AIDS2018 de 22e editie van deze conferentie opnieuw in Amsterdam gehouden en, naast talrijke onderzoekers en beleidsmakers, ook bijgewoond door onder meer prins Harry, Bill Clinton, Elton John, Conchita Wurst en prinses Mabel.

### Wetgeving
In 1977 besteedde de Emancipatiekommissie (EK), een adviesorgaan van de regering, voor het eerst aandacht aan gelijke rechten voor homoseksuele mannen en vrouwen in haar Advies voor een wet tegen seksediscriminatie. Dit leidde ertoe dat in het Voorontwerp van een Wet Gelijke Behandeling uit 1981 ook homofilie als een zelfstandige non-discriminategrond was opgenomen. In 1988 bracht het Ministerie van Volksgezondheid, Welzijn en Sport (VWS) voor het eerst een nota uit getiteld "Overheidsbeleid en homoseksualiteit", waarna regelmatig nieuwe versies volgden. Na een lange strijd kwam uiteindelijk in 1993 kwam de Algemene wet gelijke behandeling (AWGB) tot stand, waarmee diverse vormen van discriminatie van homoseksuelen juridisch strafbaar werden. Nederland was het eerste land met een dergelijke wet, in andere Europese landen werd homodiscriminatie op de arbeidsmarkt vaak pas aangepakt nadat zij daartoe verplicht werden op grond van het Verdrag van Amsterdam uit 1997 en een daarop gebaseerde EU-richtlijn uit het jaar 2000.

### Homohuwelijk

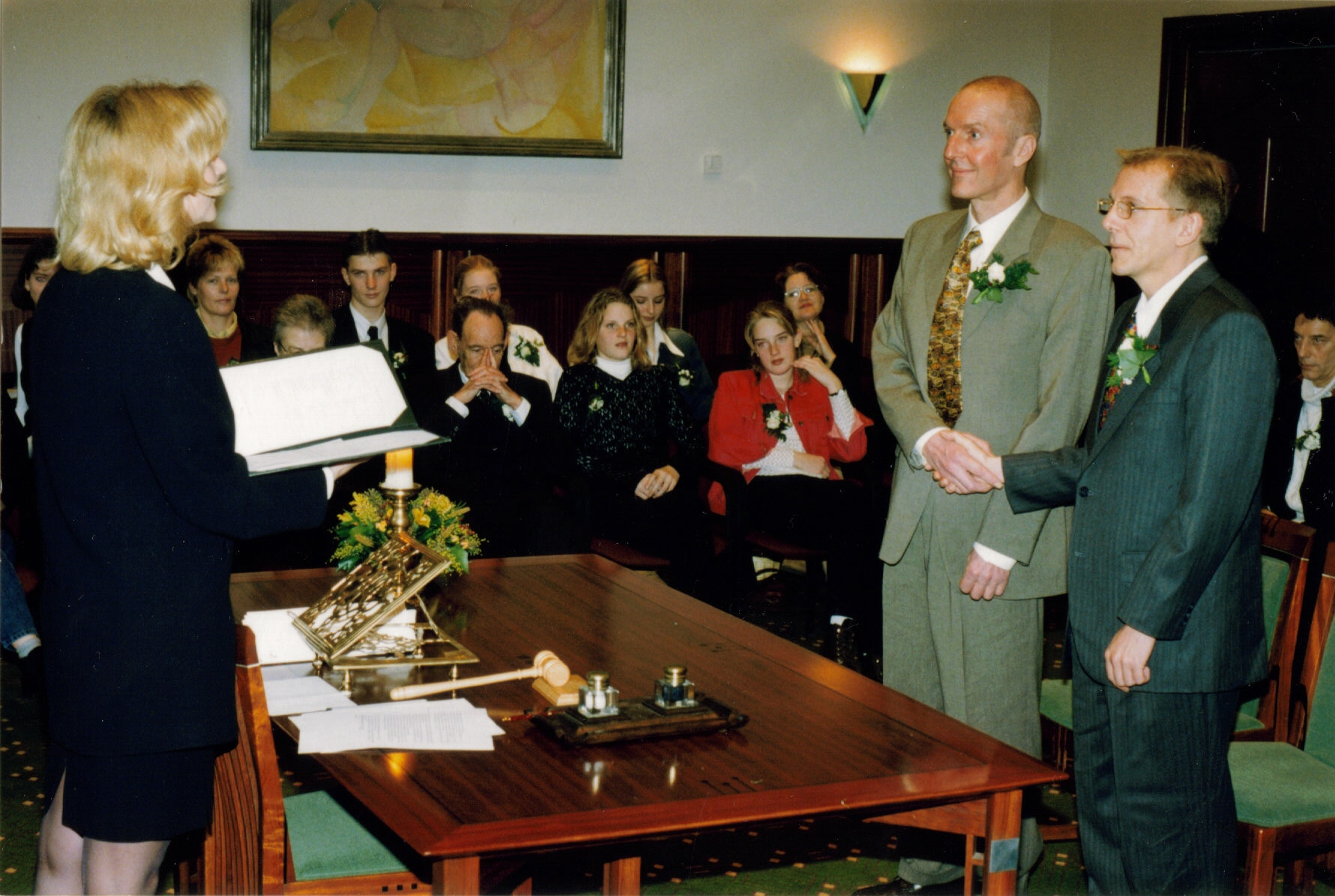
Een homohuwelijk in Amsterdam in de eerste maand na legalisatie in 2001

Sinds eind jaren zestig werd gepleit voor het mogelijk maken van een homohuwelijk, maar het COC zag dat lange tijd niet zitten en besloot in 1973 dat verschillende soorten relaties (huwelijk, gesloten relatie en open relatie) wettelijk als gelijkwaardige mogelijkheden erkend zouden moeten worden. Dit idee werd in het regeerakkoord van 1978 opgenomen, maar ter bescherming van het gezin en uit vrees voor grootschalige fraude met sociale voorzieningen werd, per 1 januari 1998, uiteindelijk alleen het geregistreerd partnerschap wettelijk geregeld.
Ondertussen hadden de remonstranten hun huwelijkssluiting al in 1986 voor paren van gelijk geslacht opengesteld, waarmee zij de eerste geloofsgemeenschap ter wereld waren waar dit mogelijk was.
Als sluitstuk van deze fase wordt wel de openstelling in 2001 van het burgerlijk huwelijk voor paren van gelijk geslacht gezien, wat men doorgaans aanduidt als het homohuwelijk. Na de realisatie van het homohuwelijk bleef het gedogen van de zogeheten weigerambtenaar een doorn in het oog van de homobeweging. Daarnaast wordt zowel in Nederland als in andere landen nog gestreden voor gelijke rechten bij het afstammings- en adoptierecht.

## Derde fase: Sociale acceptatie
Als een derde fase wordt gezien het realiseren van sociale acceptatie van homoseksualiteit. Nadat in landen als Nederland en België de juridische gelijkstelling van homoseksuelen grotendeels voltooid is, is een volgende stap het voorkomen van discriminatie van homo's, lesbische vrouwen, biseksuelen en transgenders in het sociale leven.

### Toenemende intolerantie

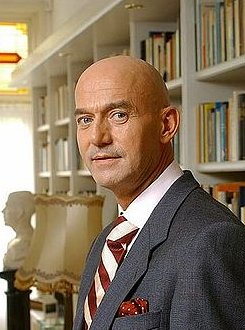
Pim Fortuyn in 2002

Deze derde fase in de homo-emancipatie kreeg extra noodzaak doordat de sociale acceptatie onverwacht terug leek te lopen. Zo bestempelde in 2001 de Rotterdamse imam El Moumni homoseksualiteit als een ziekte die schadelijk is voor de maatschappij. In de jaren daarna leek steeds vaker sprake van homofobie en een toename van geweld en intolerantie jegens homo's en lesbiennes.
Met name voor Amsterdam wordt dat vaak toegeschreven aan jongeren van Marokkaanse komaf of aan de islam, maar uit onderzoek is gebleken dat een (islamitische) geloofsovertuiging geen rechtstreekse aanleiding voor antihomoseksueel geweld is. Zowel bij autochtone als allochtone jongeren komt het met name voort uit machogedrag en de straatcultuur, waardoor zij een afkeer hebben van homo's die afwijken van traditionele rolpatronen.
Desondanks kwam intolerantie en homovijandigheid vanuit de islam in 2002 wel hoog op de politieke agenda door het optreden van de politicus Pim Fortuyn. Deze koketteerde graag met zijn homoseksualiteit, maar had verder geen concrete homo-emancipatiepunten in het programma van zijn partij LPF staan. Ook na de moord op Fortuyn bleef de islam door velen als een probleem voor de homo-emancipatie gezien worden.

### Zichtbaarheid en voorlichting
Na een periode van herbezinning ging vanaf 2005 ook het COC weer een grotere rol spelen. Voorzitter Frank van Dalen lanceerde in januari 2006 de derde fase van de emancipatiestrijd als nieuwe visie van de homobeweging. Deze missie werd door onderwijsminister Ronald Plasterk, tevens verantwoordelijk voor homobeleid, in het najaar van 2007 als kabinetsbeleid omarmd. Zichtbaarheid van homoseksualiteit is hierbij de belangrijkste strategie, aldus Frank van Dalen: "Dat wat zichtbaar is, kun je niet negeren. Daar moet je wat mee".
Als belangrijkste methode om sociale acceptatie te realiseren werd voorlichting over homoseksualiteit op scholen gekozen. Als uitvloeisel van de regeringsnota over homo-emancipatiebeleid onder de titel "Paars over Roze" uit 2001 werkte het COC hiertoe samen met uiteenlopende organisaties als EduDivers, Forum, het APS, de Rutgers Nisso Groep en theatergroep AanZ. In 2006 koos COC Nederland echter voor een nieuwe koers en concentreerde zich in het vervolg op eigen projecten zoals Jong & Out en Gender & Sexuality Alliances (GSA) op scholen. Daarnaast voerde het COC een lobby bij de Rijksoverheid om voorlichting over homoseksualiteit op scholen verplicht te stellen. Dit leidde ertoe dat de regering in 2012 besloot om aan de kerndoelen voor het onderwijs toe te voegen dat aandacht dient te worden besteed aan "seksualiteit en seksuele diversiteit".
Ook op televisie werd homoseksualiteit meer zichtbaar gemaakt. Zo zond de KRO van 2010 t/m 2014 vier seizoenen uit van Uit de Kast, waarin Arie Boomsma verschillende jongeren volgt (en begeleidt) tijdens hun coming-out tegenover familie, vrienden en collega's. Vanaf 2014 volgde het programma Hij is een Zij, waarin op vergelijkbare wijze enkele transseksuele jongeren worden gevolgd. In 2013 begon de VTM een Vlaamse Uit de Kast uit te zenden.

### Steun vanuit de overheid

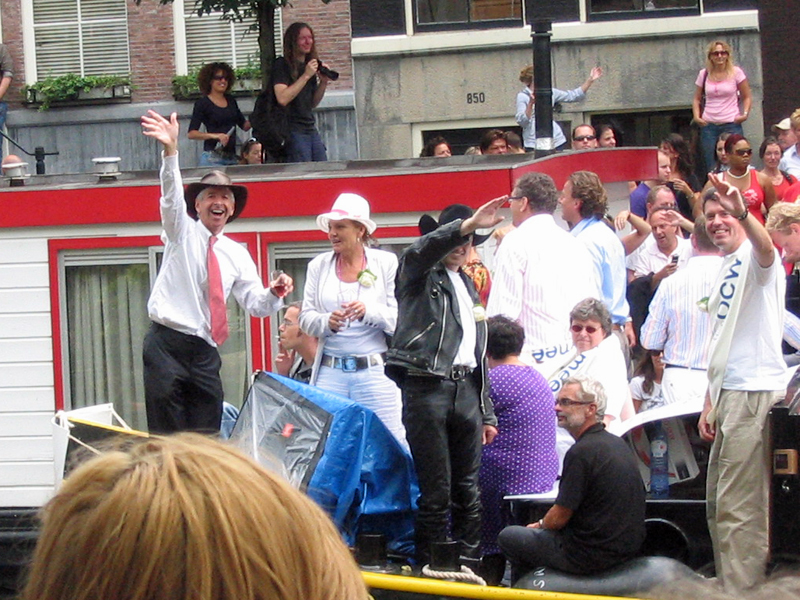
De ministers Ronald Plasterk, Marja van Bijsterveldt en Bert Koenders (1e, 2e resp. 5e van links) met Thomas von der Dunk en Henk Krol (3e en 4e van links) als deelnemers aan de Canal Parade van 2008.

COC-voorzitter Frank van Dalen werd in 2007 ook het boegbeeld van de stichting ProGay, die een jaar eerder de organisatie van de jaarlijkse Amsterdam Gay Pride toegewezen had gekregen. Onder de nieuwe leiding werd dit evenement niet alleen commerciëler, maar kreeg het ook een meer politieke inhoud en werd daarmee een pendant van de Roze Zaterdag. Met de Canal Parade in augustus 2008 voeren voor de eerste keer de burgemeester van Amsterdam en drie ministers mee.
In maart van dat jaar had de homo-emancipatie al steun van tot op het hoogste niveau gekregen toen, in de persoon van prinses Máxima, voor het eerst een lid van het koninklijk huis aanwezig was bij een homogerelateerde bijeenkomst, te weten de ondertekening van de zgn. koploperovereenkomst. Daarbij verplichten de vier grootste steden zich om discriminatie, intimidatie en geweld tegen homoseksuelen krachtig te bestrijden en homoseksualiteit bespreekbaar te maken.
De koploperovereenkomst kreeg navolging in bijna 50 gemeentes die sinds 2015 de titel Regenboogstad voeren. Vanuit dezelfde intentie hebben alle Nederlandse provincies zich tot Regenboogprovincie uitgeroepen. In ongeveer evenveel Nederlandse gemeentes blijkt de steun ook uit het aanbrengen van regenboog(zebra)paden, homoverkeerslichten en regenboogbanken in de openbare ruimte.
De betrokkenheid van de Rijksoverheid bleek voorts uit de Jos Brink-prijs, die in 2008 werd ingesteld als een tweejaarlijkse regeringsprijs die wordt uitgereikt aan een persoon of organisatie die een fundamentele bijdrage heeft geleverd aan de verbetering van de positie van homoseksuelen. In 2009 riep minister Ronald Plasterk 11 oktober uit tot de nationale Coming-Outdag. Op 22 november 2016 bracht koning Willem-Alexander een bezoek aan het COC. Volgens voorzitter Ineke was het "voor het eerst in de wereld dat een gekroond staatshoofd de lhbt-gemeenschap bezoekt."

### Nieuwe ontwikkelingen
Meer zichtbaarheid van homoseksualiteit werd ook bereikt door de oprichting van lhbt-groepen bij diverse grote organisaties. Zo werden vanaf 2006 bij een reeks multinationals lhbt-netwerken opgericht, die zich in 2008 verenigden in het Company Pride Platform (CPP), dat met ingang van 2012 werd omgedoopt tot Workplace Pride. Aan universiteiten werden vanaf 2008, voor het eerst sinds eind jaren zestig, weer lhbt-studentenverenigingen opgericht: onder andere Ganymedes in Groningen, A.S.V.Gay en Gryphus in Amsterdam, UHSV Anteros in Utrecht, Vitruvian in Tilburg. In Vlaanderen was al in 2003 de holebi-studentenvereniging Acantha opgericht, in 2005 gevolgd door De Flamingo's in Antwerpen. In Nederland is tevens een stichting op het gebied van roze ouderschap actief: Meer dan Gewenst.
Het doorbreken van stereotiepe rolpatronen en het verbinden van publieke en private aspecten van (homo)seksualiteit is ook het doel van het concept van seksueel burgerschap, dat sinds medio jaren negentig vooral in Engeland ontwikkeld is.
Daarnaast ontstonden enkele groepjes en initiatieven die onder de noemer queer een alternatief willen bieden voor de in hun ogen nog altijd overheersende heteronormativiteit in de samenleving. Sinds de jaren tien van deze eeuw identificeren met name jongere mensen zich steeds vaker als queer omdat ze de termen homo, lesbisch of biseksueel als te beperkend ervaren, dan wel zich niet kunnen verenigen met de culturele achtergrond daarvan. Iedereen die niet cishet (cisgender en heteroseksueel) is, kan deze term gebruiken om zichzelf te beschrijven.
De Amerikaanse belangenorganisatie GLAAD adviseerde daarom in 2016 om de afkorting LGBT aan te vullen met de Q van queer en dus voortaan de term 'LGBTQ' te gebruiken. In Nederland besloot de gemeente Den Haag in 2020 om de afkorting 'lhbti' in te wisselen voor het woord 'queer' in haar beleidsdocumenten. In Amsterdam werd de jaarlijkse pride in 2023 omgedoopt in Queer & Pride Amsterdam en kregen meer gemarginaliseerde groepen die zich verenigd hebben in de stichting Queer Amsterdam een deel van de programmering toegewezen.